# 胡安·米羅
胡安·米羅（加泰隆尼亞語： [ʒuˈan miˈɾoj fəˈra]，1893年4月20日—1983年12月25日），西班牙加泰羅尼亞畫家、雕塑家、陶藝家、版畫家，超现实主义的代表人物。米罗與畢卡索、達利並列为西班牙後現代三大藝術家。米罗的故乡巴塞罗那的蒙特惠奇山有米羅美術館收藏米羅的作品。1975年，巴塞罗那还建立了专门收藏他作品的米罗基金会（Fundació Joan Miró），1981年，他所长期居住的城市帕尔马成立了皮拉尔和胡安·米罗基金会（Fundació Pilar i Joan Miró）。
米罗凭借其独具一格的艺术风格赢得了国际赞誉。人们普遍认为他的作品属于超现实主义范畴，但其风格极具个性，有时也会呈现野兽派与表现主义的倾向。他尤其关注无意识或潜意识世界，这种艺术兴趣在他对于童真质感的再现中表现得淋漓尽致。同时，他那些难以归类的作品中也流露出浓郁的加泰罗尼亚自豪感。在自1930年代以来的众多采访中，米罗曾直言不讳地批评传统绘画方法是支撑资产阶级社会的工具，并宣称“杀死绘画”以打破既定绘画的视觉规则。
從小時候，米羅就對於大自然的風景非常熱愛，對於自己成長的地方更是如此。畫畫對於安靜及敏感的他來說，似乎是一種習以為常的工作。他的父親對於天文很有興趣，而此興趣多少也影響到米羅。同時，他也有著對藝術的敏銳。喜愛繪畫女人、小鳥、太陽、星星等，並以自創符號及色塊構成，成為獨特的個人風格。

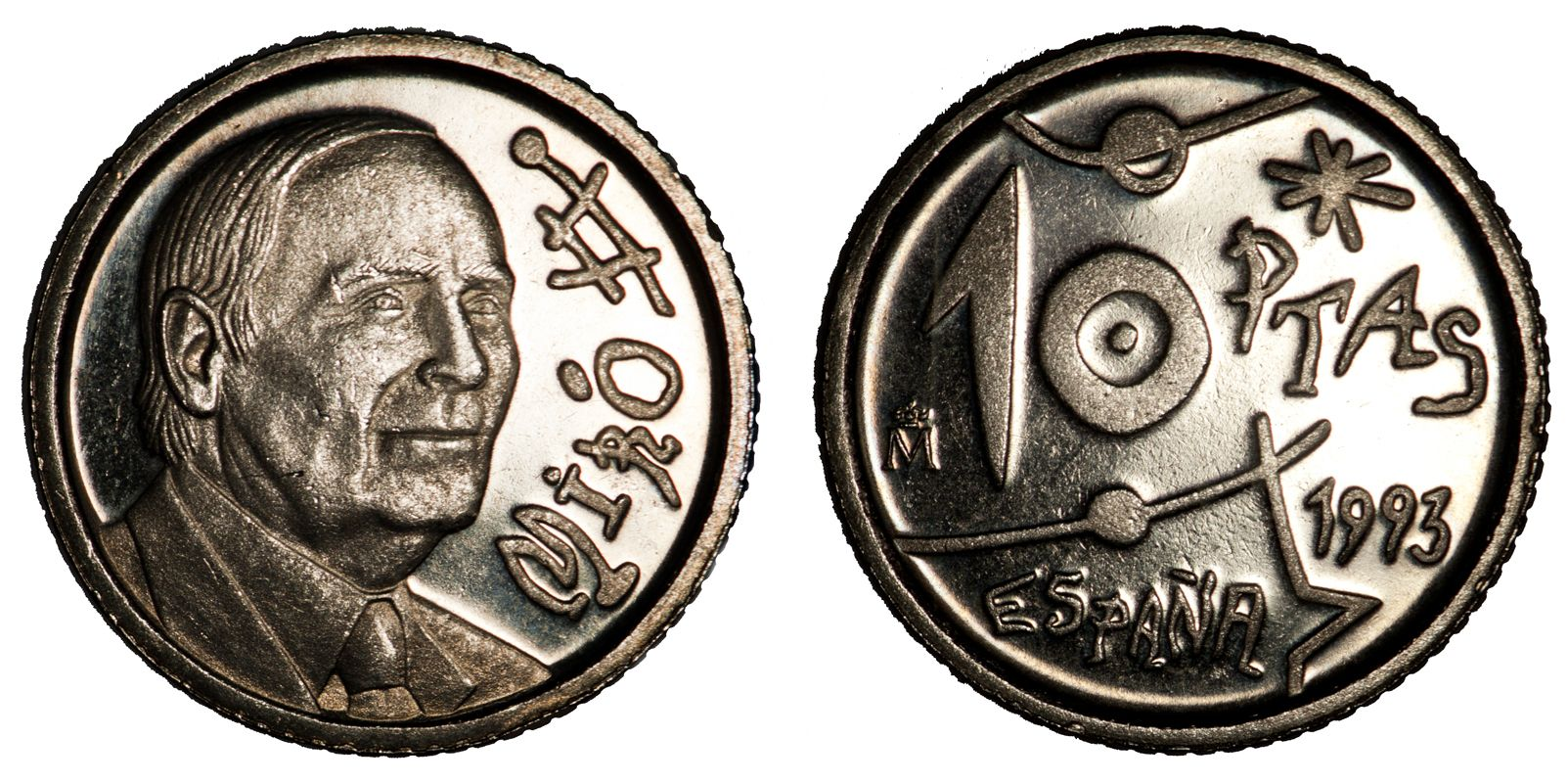
西班牙發行的米羅硬幣

## 生平
米羅於1893年出生於加泰羅尼亞的巴塞罗那，其父亲名为米奎尔·米罗·阿德泽里亚斯（Miquel Miró Adzerias），是一位金匠和鐘錶匠，母亲则叫多洛雷斯·费拉（Dolores Ferrà）。他在巴塞罗那的哥特区长大。据传，他的姓“米罗”可能暗示着某种犹太血统（如伊比利亚的“伪犹太人”或皈依基督教的犹太人）。
米羅14岁时进入了巴塞罗那的St. Luke艺术学院学习。1918年，米罗在加利亚·达尔瑙画廊举办了首次个展，展出作品曾遭到嘲讽和涂改。受巴塞罗那以及海外野兽派和立体派展览的启发，米罗逐渐被巴黎蒙帕纳斯所聚集的艺术群体吸引，并于1920年移居巴黎，但每年夏天他仍会回到加泰罗尼亚。

### 事业
米罗早年曾同时就读于商学院和美术学院，少年时期曾从事办事员工作，但在一次神经衰弱后他彻底放弃了商业事业，全身心地投入到艺术创作之中。他的早期作品受到了梵高和塞尚的影响，画风充满色彩和绘画质感，这一时期也被学者称为他的“加泰罗尼亚野兽派时期”。
米罗在巴黎定居期间，完成了许多在父母位于蒙特-罗伊格德尔坎普的夏日别墅和农场创作的画作。其中《农场》便展示了他绘画风格的转变和一定的民族主义色彩。此后著名作家欧内斯特·海明威曾评价这幅作品：“这幅画中包含了你在身处西班牙时的所有感受，也包含了你远离那里时的所有情绪。没有人能同时描绘出这两种截然相反的情感。”米罗几乎每年都会重返蒙特-罗伊格德尔坎普，并在这一过程中逐步形成了一种有关符号学和民族主义的艺术风格。最早被归类为超现实主义的作品，如《加泰罗尼亚风景（猎人）》和《犁地》，已经采用了后来十年内主导米罗艺术创作的象征语言。
1921年，约瑟普·达尔瑙为米罗在巴黎的第一场个展做了安排，该展在Galerie la Licorne举行。在此后的几年中，米罗的作品逐渐摒弃了早期杂乱无章的表现方式，他开始尝试拼贴及在创作过程中内嵌绘画技巧，以打破传统绘画的边框。1924年，他曾在给诗人朋友米歇尔·勒里斯的一封信中含糊地称自己的作品为“x”，这一反叛态度最终为他所创作的那些，被后人称为“梦幻画作”的作品定下基调。
米罗在早期超现实主义阶段探索了抽象而浓烈色彩的表现手法。从1923年夏天开始在蒙特-罗伊格德尔坎普创作的一系列关键作品中，他更倾向于用抽象的图形符号替代《农场》中那种写实的表现方式——《犁地》、《加泰罗尼亚风景（猎人）》以及《田园》等作品，均以简化的黑色或浓烈色彩的平面形状和线条来暗示主题，有时甚至以密码般的方式表现。比如在《加泰罗尼亚风景（猎人）》中，他用三角形代表猎人的头部、弯曲的线条表现胡须，及用棱角分明的线条刻画身体；这一符号化手法后来米罗还作了详细解释。
到了1920年代中期，米罗发展出一种贯穿其整个艺术生涯的图形符号语言。在《小丑的狂欢节》（1924－1925年）中，这种符号语言得到了延续；而在之后的作品如《我爱我的棕发女子的幸福》（1925）和《Fratellini的画作》（1927）中，画面前景的人物明显减少，剩下的形象也更加简化。不久之后，他开始创作“西班牙舞者”系列，这些简约的拼贴作品在概念上与他的绘画形成了有力对比。在《西班牙舞者》（1928）中，他将软木塞、羽毛和发夹巧妙组合于一张空白纸上。

### 后期创作与展览
米罗的创作跨越多种媒介，他不仅在绘画领域留下了深刻印记，还创作了大量版画、雕塑、陶瓷作品和织锦。1940年，泷口修三发表了关于米罗的首部专著。1948年至1949年期间，米罗居住在巴塞罗那，并频繁往返巴黎，在莫尔洛工作室及拉库里埃尔工作室研习印刷技术，他与费尔南·莫尔洛建立了密切关系，由此制作了上千种不同的石版画版次。
1959年，安德烈·布勒东邀请米罗代表西班牙参加《向超现实主义致敬》展览，与恩里克·塔巴拉、萨尔瓦多·达利及欧亨尼奥·格拉内尔共同展出。米罗为法国圣保罗德旺斯市Maeght基金会花园创作了一系列雕塑和陶瓷作品，该项目于1964年竣工。
1974年，米罗与加泰罗尼亚艺术家何塞普·罗约合作为纽约世界贸易中心创作了一幅织锦。最初他拒绝制作织锦，但后来向罗约学习手艺，两人携手完成了数幅作品。其中《世界贸易中心织锦》曾在大楼展出，并在2001年九一一袭击中成为艺术史上最昂贵的遗失作品之一。
1977年，米罗与罗约在华盛顿国家美术馆展出了一幅织锦。1981年，他创作的大型混合媒介雕塑《太阳、月亮与一颗星》——后来改称为“米罗的芝加哥”——在芝加哥市中心Loop区公开揭幕，该雕塑位于另一座大型公共雕塑“芝加哥毕加索”对面。米罗早在1967年就制作了《太阳、月亮与一颗星》的青铜模型，该模型现收藏于密尔沃基艺术博物馆。

### 晚年与逝世
1979年，米罗获得了巴塞罗那大学的名誉博士学位。1983年12月25日，患有心力衰竭的米罗在马略卡岛帕尔马的家中辞世，享年90岁。他被安葬在巴塞罗那的蒙特惠奇山公墓。

## 作品

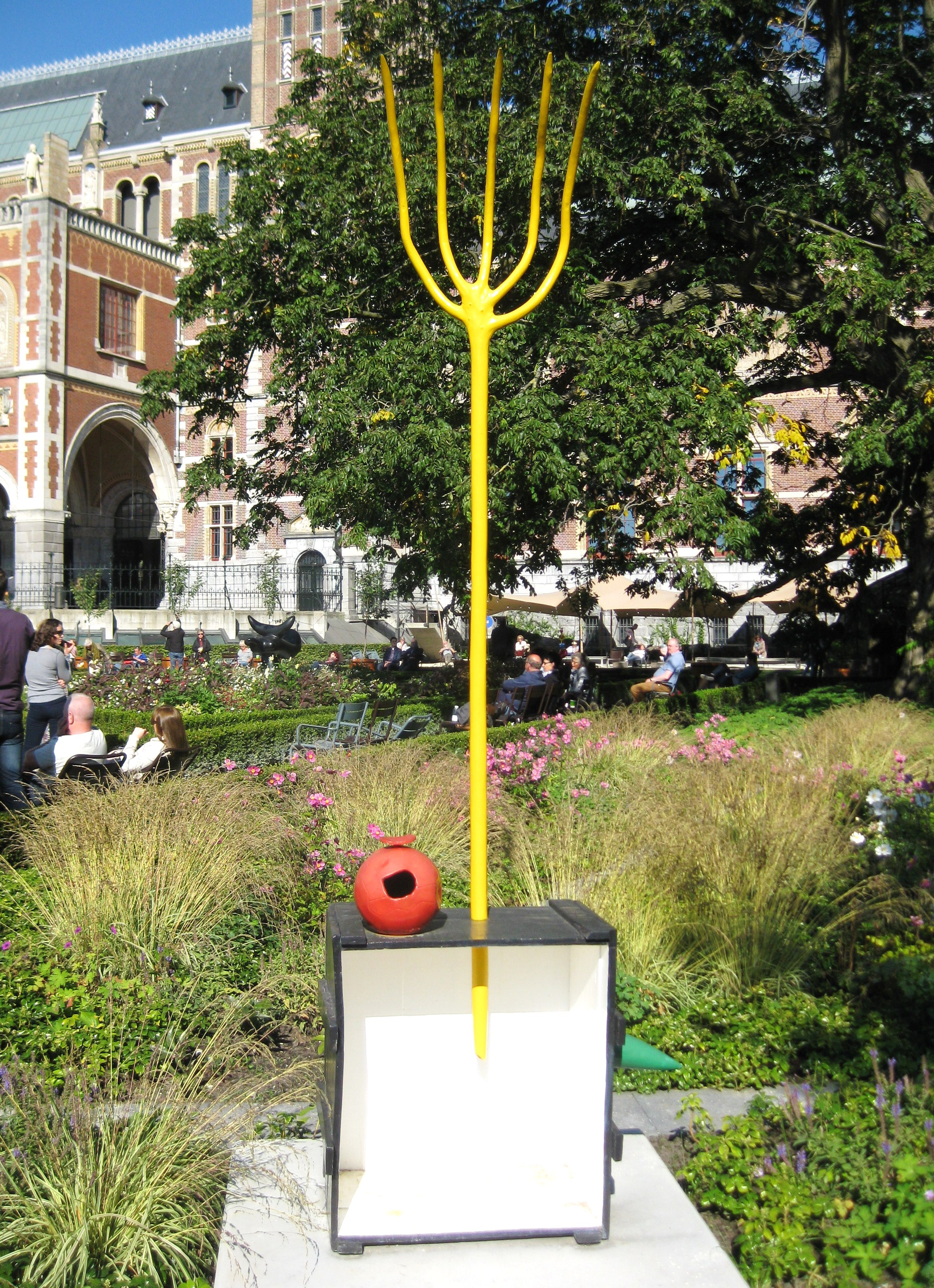
《女人與小鳥》

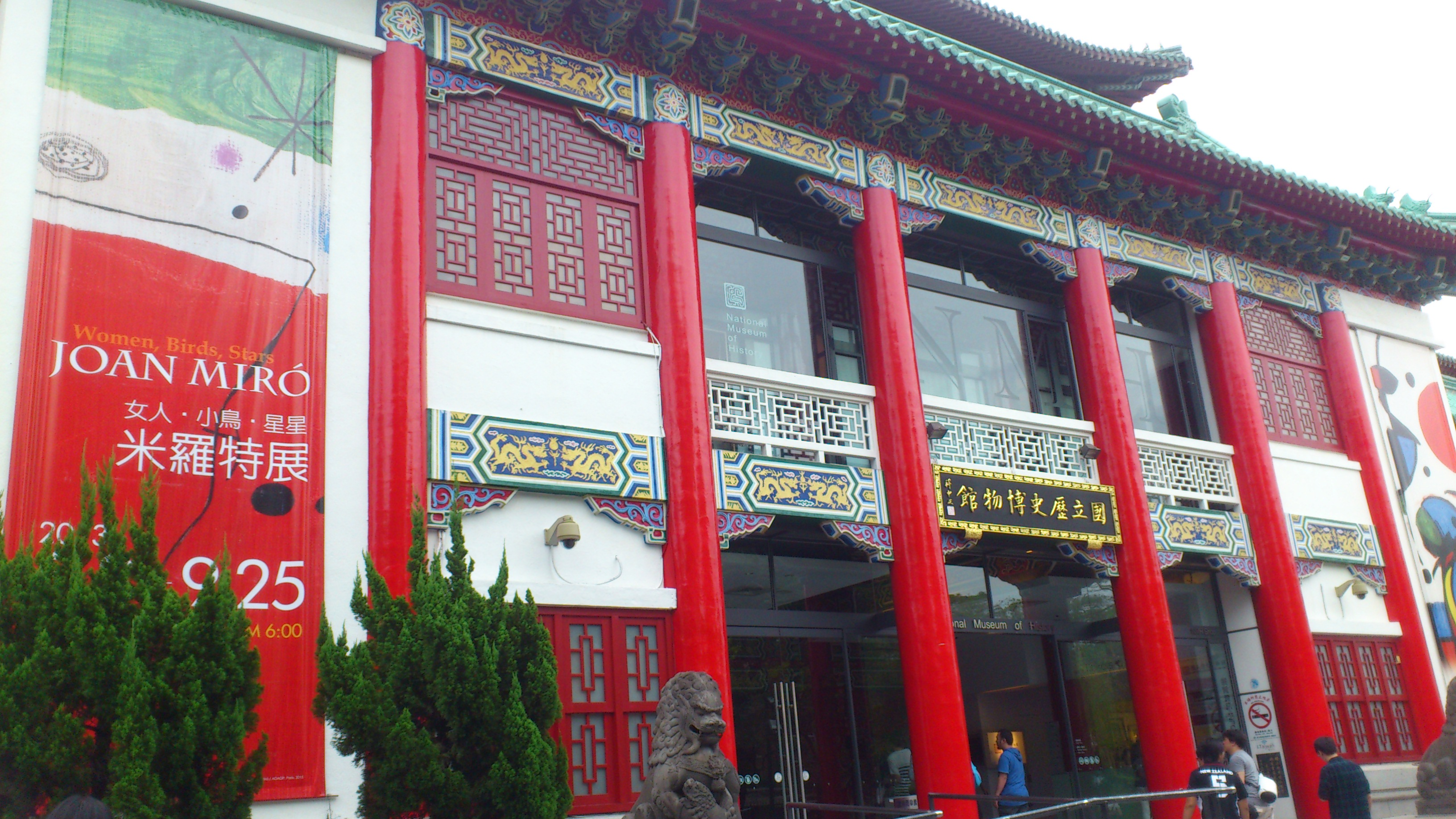
台灣國立歷史博物館米羅特展，左側廣告背景為《夜之鳥》

- 《哈裏昆的狂歡》
- 《加泰羅尼亞風景》
- 《靜物和舊鞋》
- 《祖安·米羅頌》
- 《洞穴之鳥》
- 《女人與小鳥》
- 《鳥群》
- 《織品13》
- 《逃離的女人》
- 《星座系列作品書》
- 《犬吠月》
- 《人投鳥一石子》
- 《太陽之壁》
- 《月亮之壁》
- 《破晓》
- 《Angle》
- 《藍天的金》

## 外部連結
- （页面存档备份，存于）西班牙現代三大畫家
- 超現實主義畫家米羅
- 祖安·米羅